# Václav Roubík
Václav Roubík (12. prosince 1872 Praha – 25. prosince 1948) byl rakousko-uherský, český a československý státní úředník a politik, za první republiky nestranický ministr veřejných prací.

## Biografie
Po absolvování ČVUT působil střídavě ve Vídni a v Praze ve sféře obchodu a stavebnictví. Jako soukromý úředník se podílel na výstavbě vídeňské městské dráhy. V roce 1896 vstoupil do státní služby jako stavební úředník na pražském místodržitelství. Později zastával posty stavebních úředníků na okresních hejtmanstvích. V roce 1902 nastoupil na vídeňské ministerstvo obchodu na odbor stavby vodních cest. Od roku 1912 byl úředníkem rakouského ministerstva veřejných prací, kde vedl horní a hutní agendu. V roce 1917 se stal referentem pro vodní stavby v Čechách, na Moravě a ve Slezsku a byl náměstkem ředitele prezídia ministerstva. V roce 1918 ho Národní výbor československý povolal k úkolu vybudování rezortu veřejných prací. Roku 1919 se zde stal odborovým přednostou a řídil silniční a vodní agendu. V roce 1920 byl členem rozhraničovací komise, která dolaďovala průběh státních hranic s Německem, Rakouskem a Maďarskem. Řídil pak na ministerstvu odbor plavecké a letecké dopravy.
Od 18. března do 12. října 1926 zastával post ministra veřejných prací v úřednické druhé vládě Jana Černého.
Zasloužil se také o přírodní ochranu slovenských hor. V roce 1924 inicioval na sjezdu slovanských geografů a geologů konaném v Praze zahájení příprav na zřízení přírodní rezervace v Tatrách na pomezí Československa a Polska. V roce 1933 pak byl místopředsedou přípravné komise a v letech 1936-1938 členem užší komise pro zřízení národního parku v Tatrách.